# Gros-de-vaud (fromage)
Pour les articles homonymes, voir Gros-de-Vaud.
Le Gros-de-Vaud est un fromage suisse qui tire son nom de la région et district du Gros-de-Vaud, situé dans le canton de Vaud, où se trouve la commune de Penthéréaz, lieu de sa fabrication.

## Histoire
Le Gros-de-Vaud est un fromage créé en 2000 par le fromager Kurt Burkhard. Lorsque ce dernier prend sa retraite, il transmet alors la recette de ce fromage à Gilbert Golay, fromager sis à Penthéréaz.

## Description
C'est un fromage au lait de vache cru, à pâte mi-dure. Son goût est corsé et piquant. Sa meule est ronde.

### Article de presse
- [TETN12] Philippe Cossy, « Le Gros-de-Vaud, c’est aussi un fromage », Terre & Nature,‎ 15 avril 2010 (lire en ligne)